# 1977年至1978年英格蘭足總盃
1977/78球季英格蘭足總盃（英語：FA Cup），是第97屆英格蘭足總盃，今屆賽事的冠軍是葉士域治，他們在決賽以1:0擊敗阿仙奴，奪得冠軍。
葉士域治爆冷擊敗勁旅阿仙奴，贏得他們首座足總盃冠軍。

## 外部連結
1. 英格蘭足總盃官網Archive-It的存檔，存档日期2012-04-24
2. 英格蘭足總盃 歷屆冠軍（页面存档备份，存于）